# Maximilian von Witzleben
Maximilian Ernst Julius von Witzleben (* 14. Februar 1803 in Papproth; † 29. April 1861 in Meißen) war ein deutscher Amtmann. Er war sächsischer Landesschul- und Prokuraturamtmann in Meißen, Hauptmann v. d. A. (für: „von der Armee“) und Ehrenritter des Johanniterordens.
Er stammte aus dem Thüringer Uradelsgeschlecht Witzleben und war das vierte Kind des Premier-Lieutenants Karl von Witzleben. 1833 heiratete er in Niedergurig Elise Freiin von Gregory (1809–1878). Aus dieser Ehen ging die Tochter Hedwig hervor (* 1851). Sein ältester Sohn war der Jurist, Verwaltungsbeamte und königlich-sächsische Oberregierungsrat Maximilian Albert von Witzleben (1837–1914).